# АА (тепловоз)
АА (Андрей Андреев) — опытный маневровый тепловоз, выпущенный в конце 1933 года.

## Описание
Тепловоз был построен на Калужском машиностроительном заводе в конце 1933 года. Тепловоз предназначался для маневровой работы, а также для вождения пригородных поездов. На нём был установлен 6-цилиндровый двухтактный дизель типа 6Д22/28, который при частоте вращения 650 об/мин развивал мощность 300 л. с. Проектирование и постройка данного двигателя велась при консультации профессора Гаккеля Я. М. — разработчика первого советского тепловоза Щэл1, что отразилось на многих элементах нового тепловоза. Так, его вентиляторы и холодильник имели конструкцию, схожую с аналогичным оборудованием гаккельского тепловоза. Вращающий момент от вала дизеля через механическую передачу передавался на отбойный вал, а далее, через спарники, движущим колёсным парам. Всего коробка скоростей имела 4 ступени, при этом на максимальной ступени тепловоз развивал скорость до 51 км/ч. Особенностью тепловоза являлось то, что при его проектировании использовался ряд элементов (тормоза, буксы, рессорное подвешивание) паровоза Ов. По мнению конструкторов, это должно было облегчить его ремонт.
Тепловоз совершил всего несколько опытных поездок, в ходе которых обнаружился ряд дефектов двигателя. По этой причине тепловоз АА так и не поступил в эксплуатацию.